# Bollmanella reducta
Bollmanella reducta är en mångfotingart som beskrevs av Shear 1974. Bollmanella reducta ingår i släktet Bollmanella och familjen Conotylidae. Inga underarter finns listade i Catalogue of Life.